# Sonja Baum
Sonja Baum (Bonn, 22 juillet 1975) est une actrice allemande. 

## Filmographie
- 2013 : Stolberg